# São Miguel das Missões
San Miguel de las Misiones (en portugués São Miguel das Missões) es un municipio brasileño del estado de Río Grande del Sur.
En la ciudad se encuentran las ruinas jesuíticas de "San Miguel Arcángel" (São Miguel Arcanjo), declaradas desde 1984 Patrimonio de la Humanidad por la Unesco. Es una de las varias reducciones que existen en territorio brasileño, argentino y paraguayo, fundadas por los jesuitas durante el siglo XVIII como parte de un plan que tenía el objetivo de catequizar a los indios guaraníes y protegerlos de los comerciantes de esclavos que azotaban la región.
La reducción fue construida entre los años 1735-1745, pero pese a los esfuerzos de los jesuitas, los portugueses terminaron conquistando la misión en 1801. Las actuales ruinas han sido declaradas patrimonio de la Humanidad por la Unesco. Se puede visitar la antigua iglesia, la cruz misionera, el museo de las misiones, la sacristía, el cementerio, la plaza de la reducción y se ofrece un espectáculo de luz y sonido todas las noches.
La catedral Angelopolitana de la vecina ciudad de Santo Ângelo fue construida después de la reducción.
Las ruinas fueron escenario en 1986 de la grabación de parte de la película La misión, protagonizada por Robert De Niro y Jeremy Irons.
Su población estimada en el año 2003 era de 7.263 habitantes.
Ocupa una superficie de 1.229,8 km².

## Galería

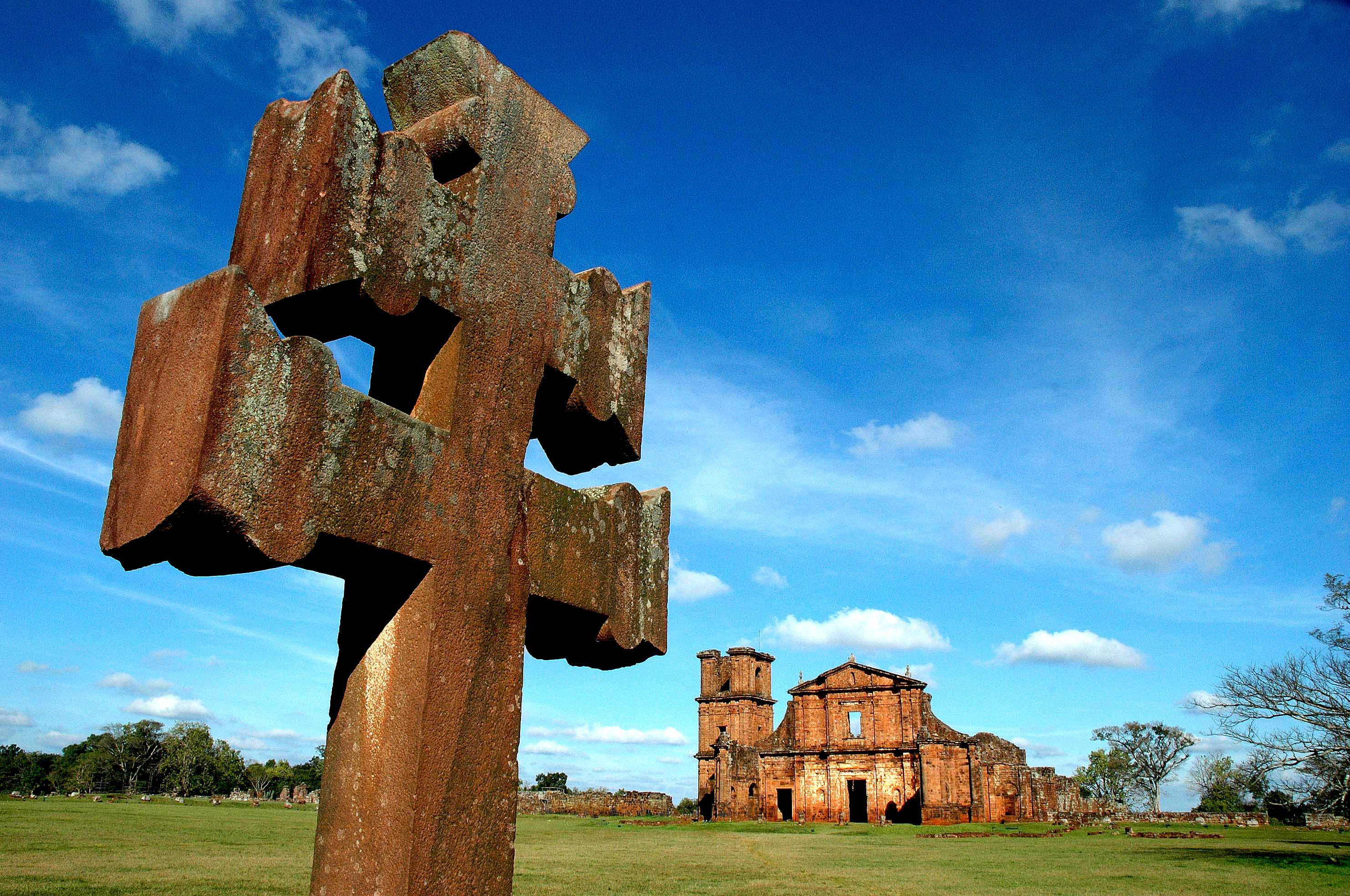
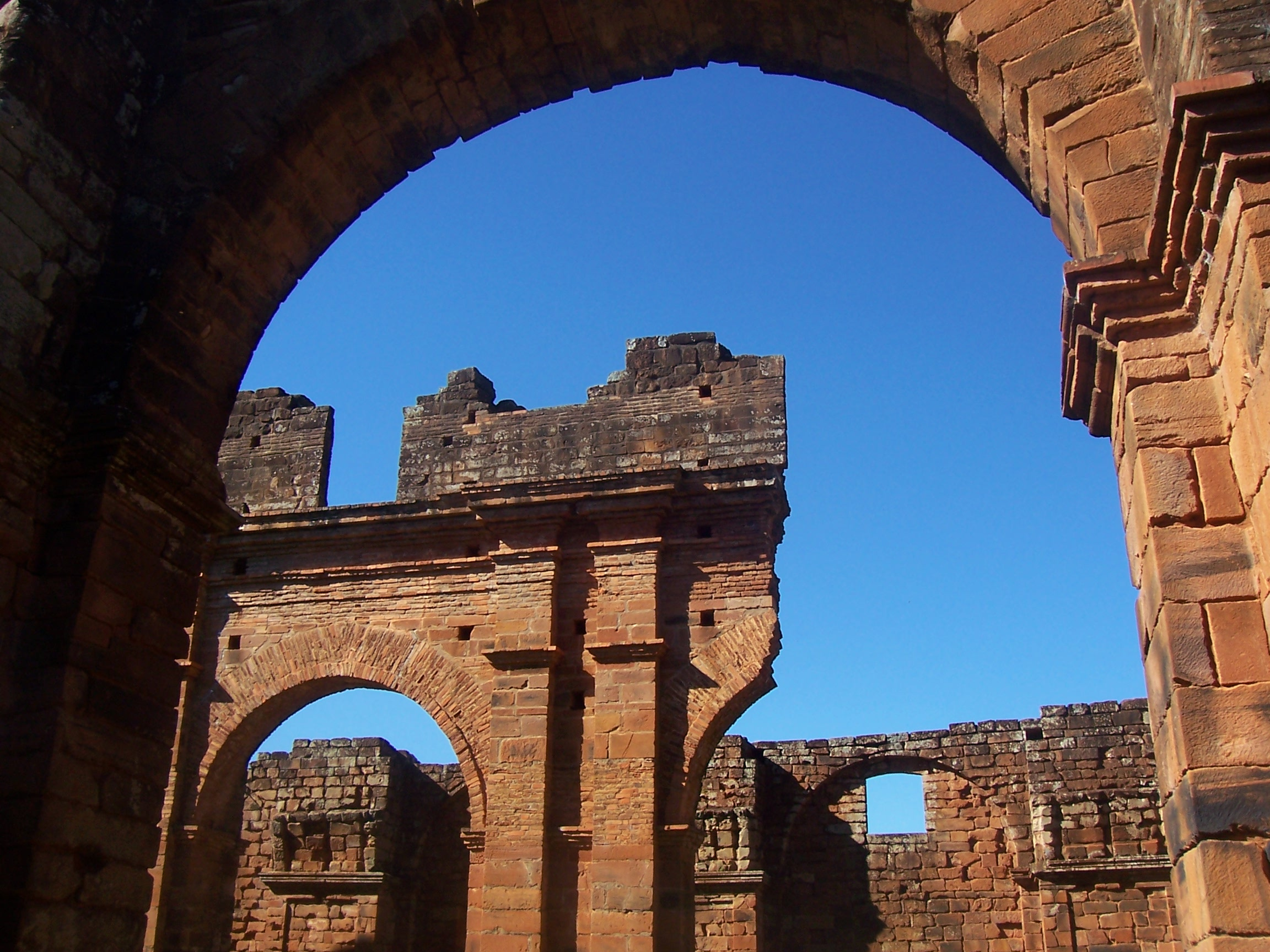
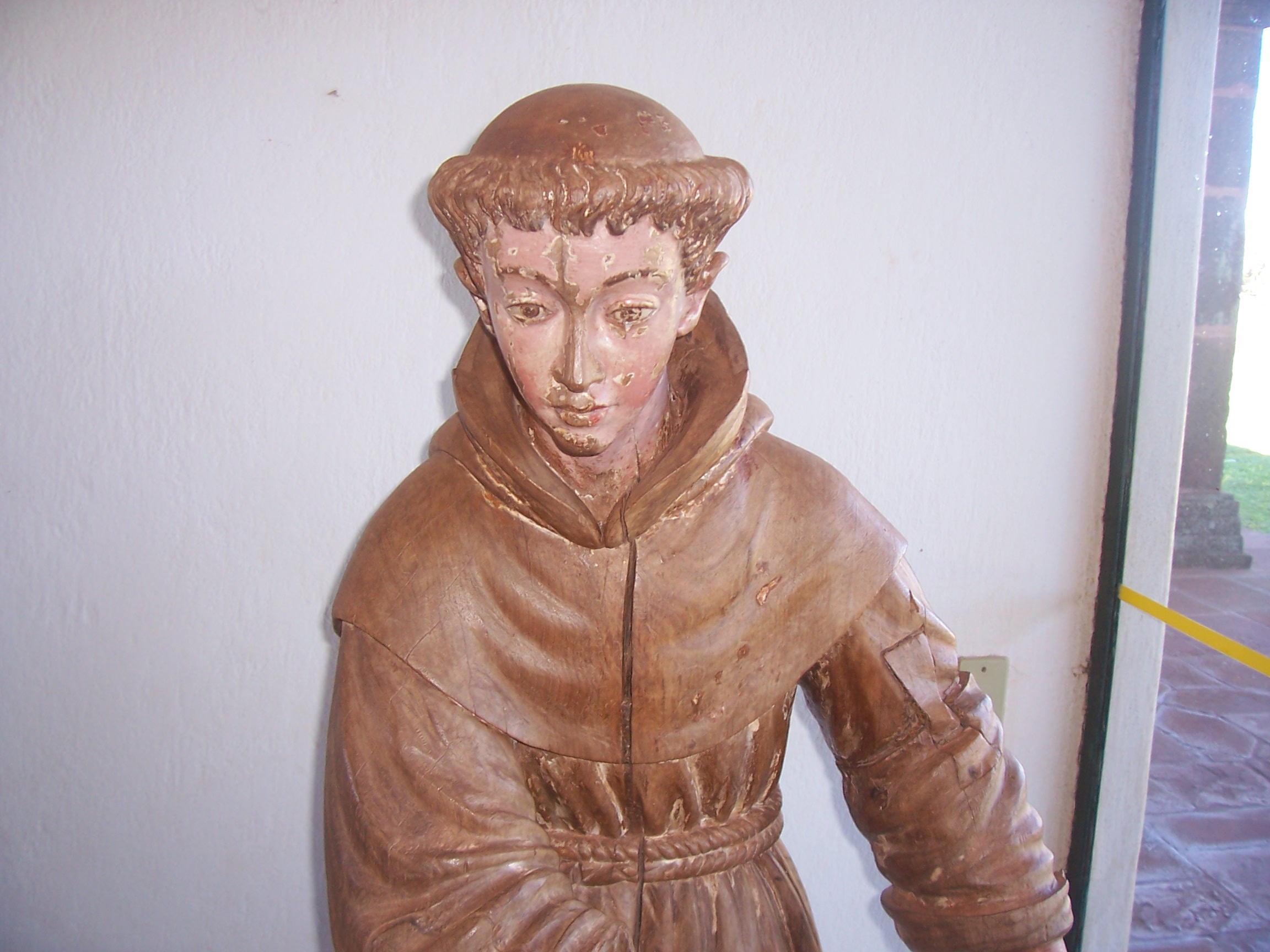
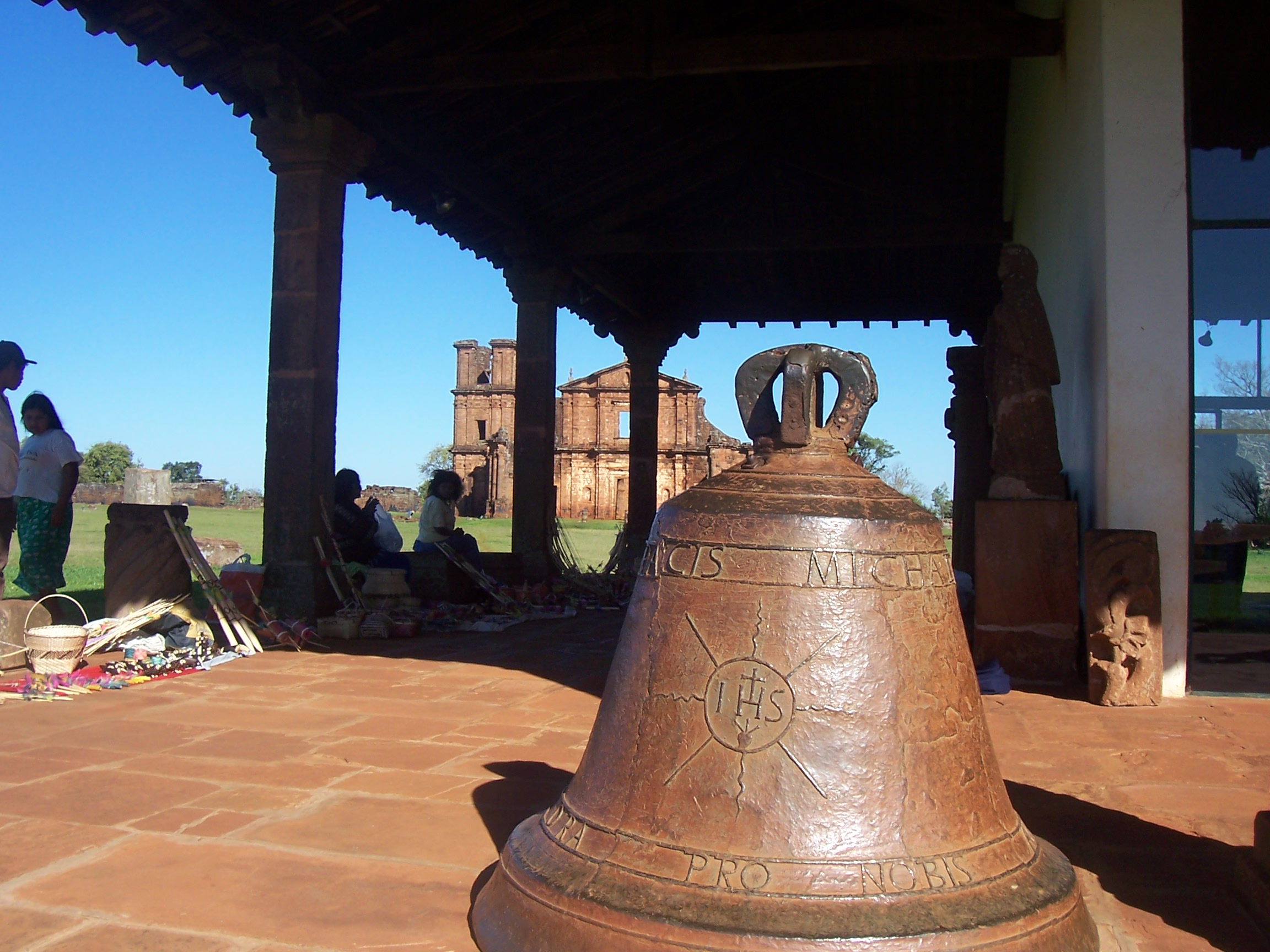
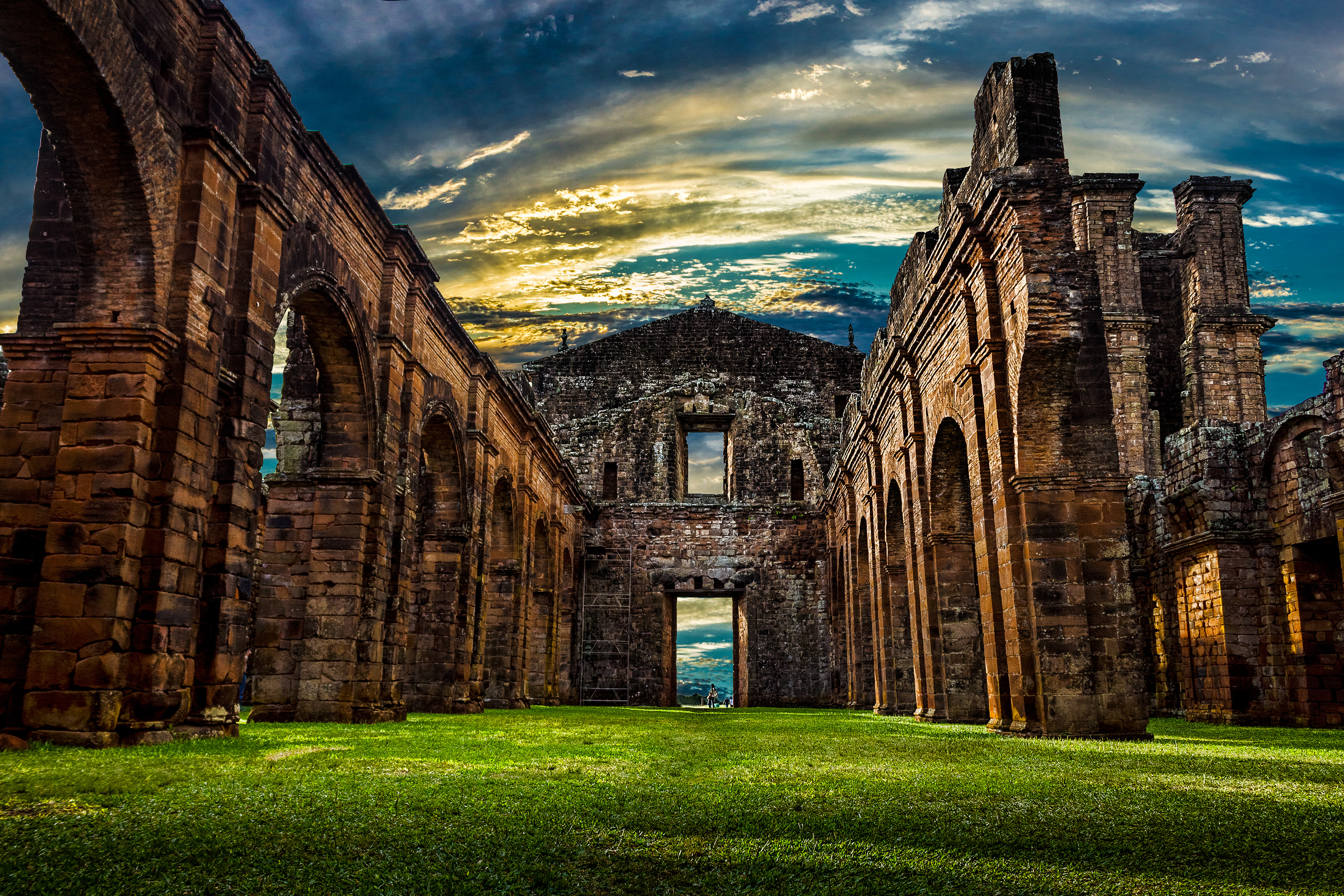
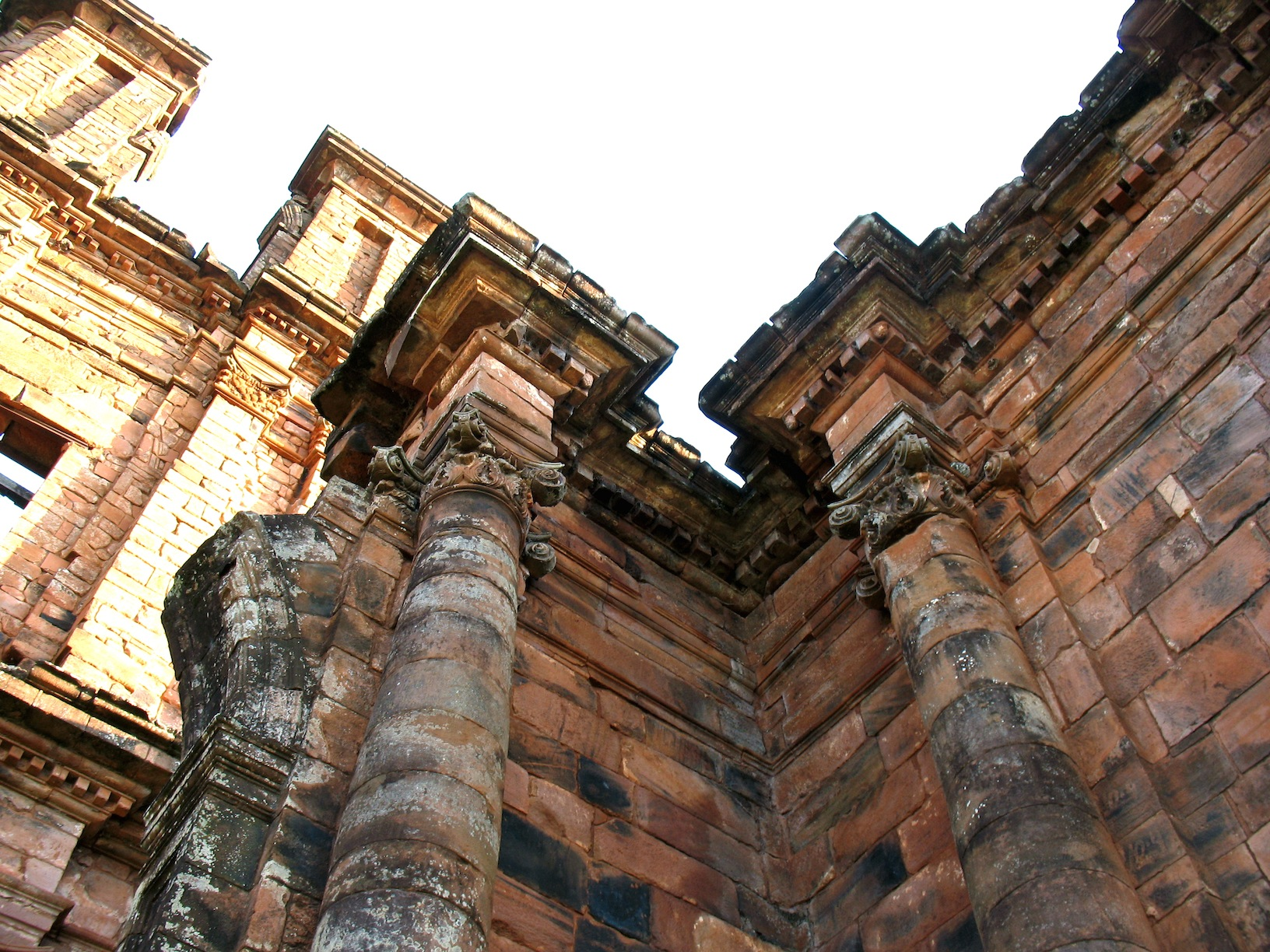
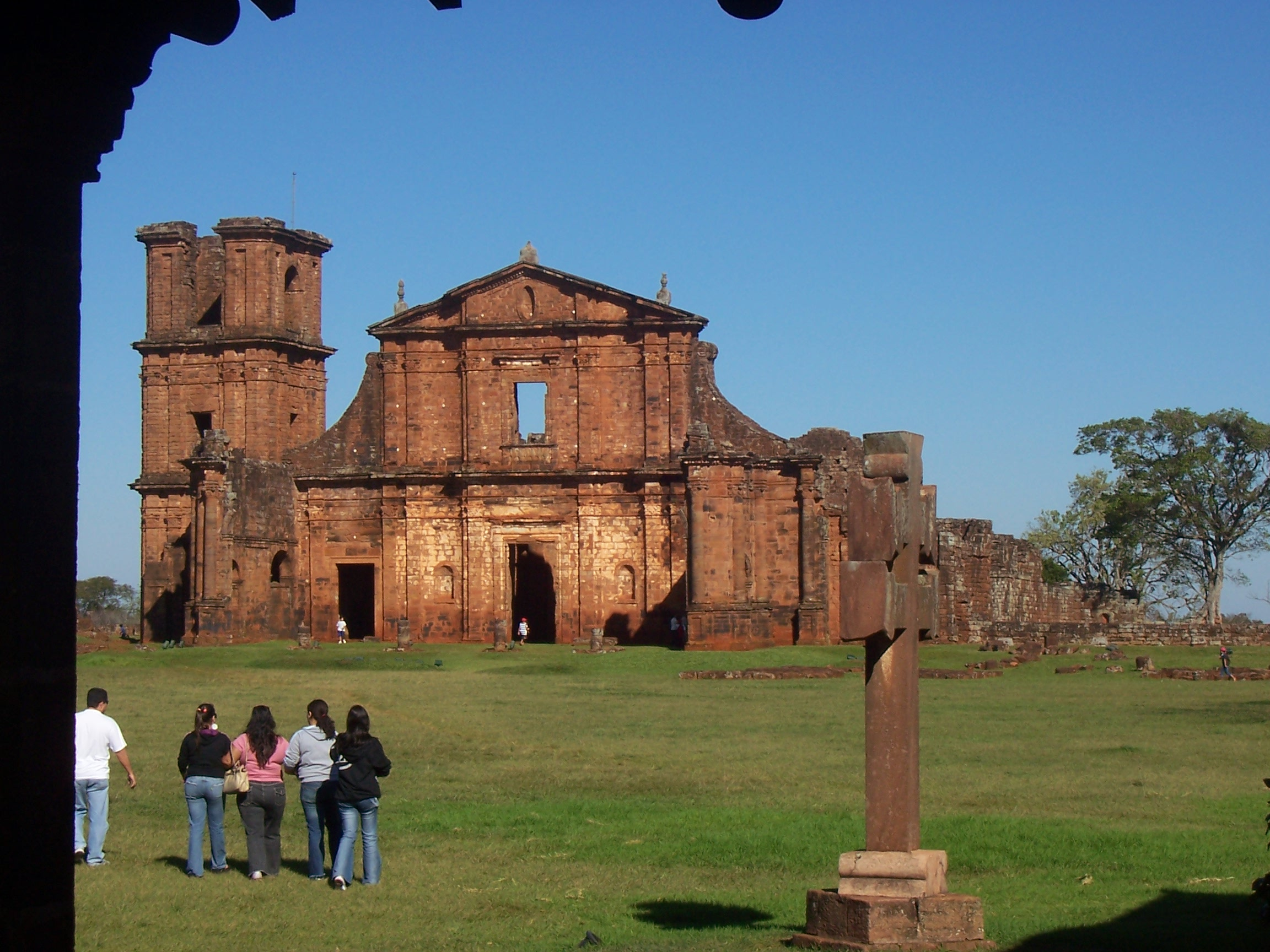
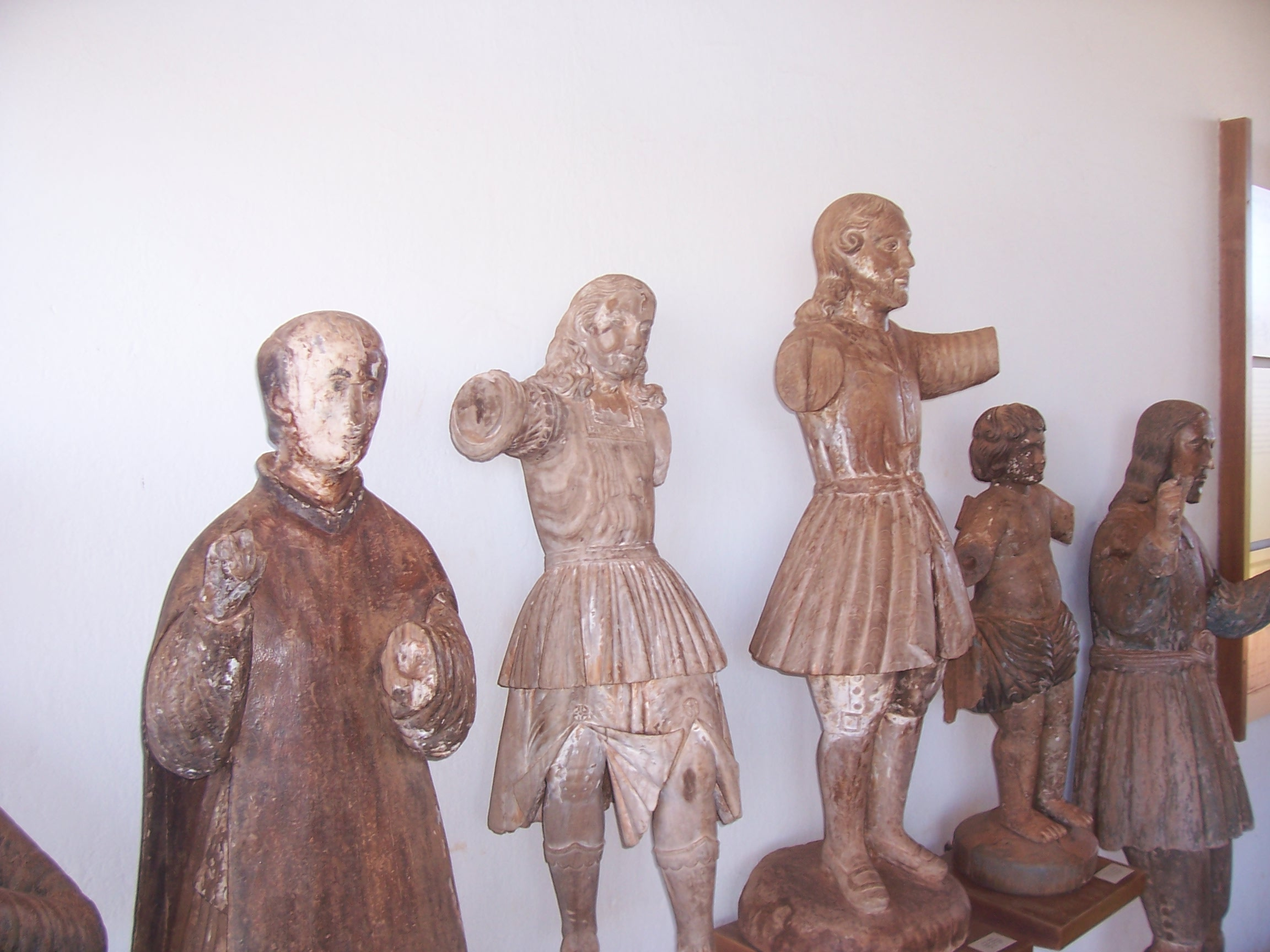
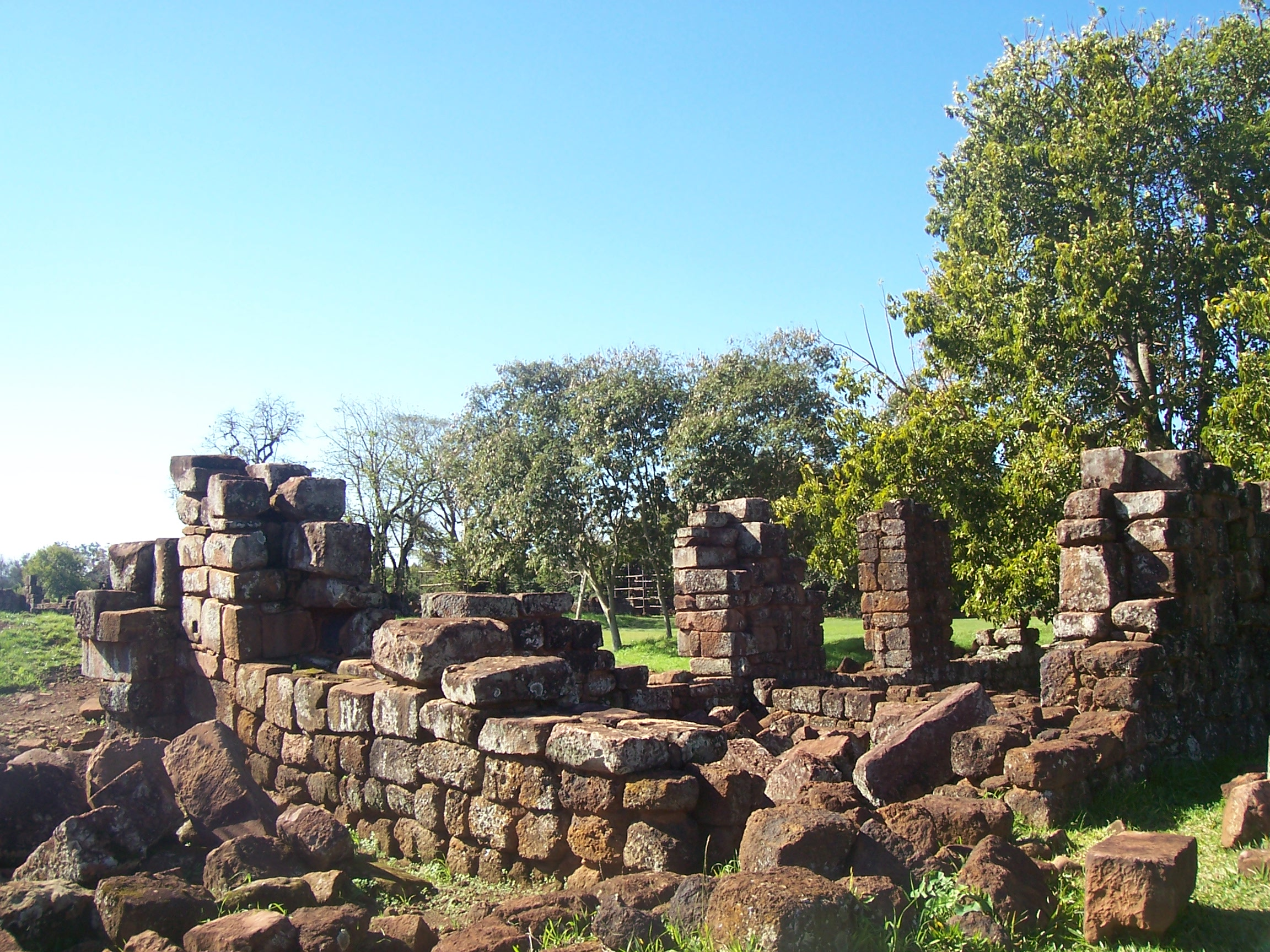
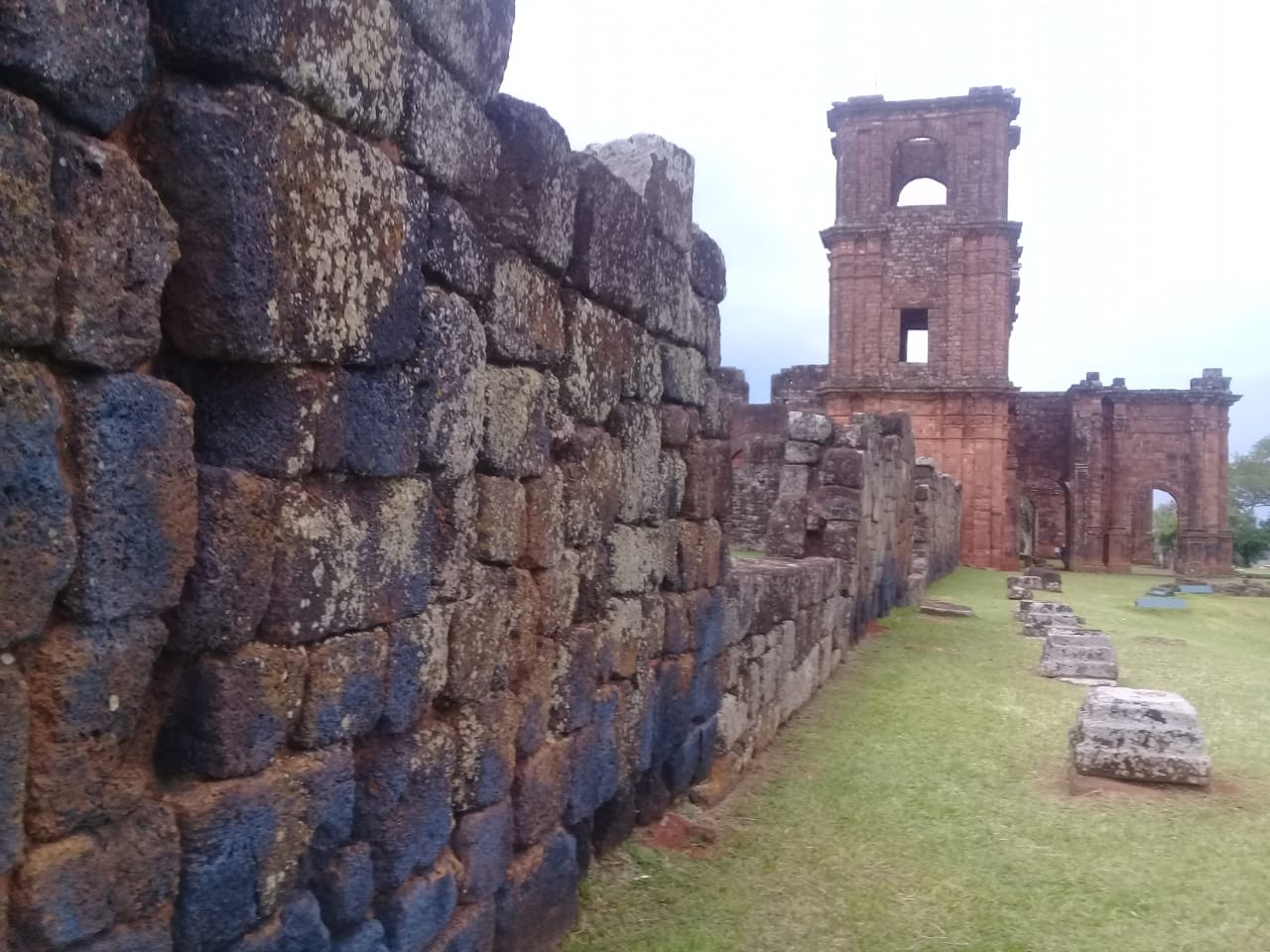
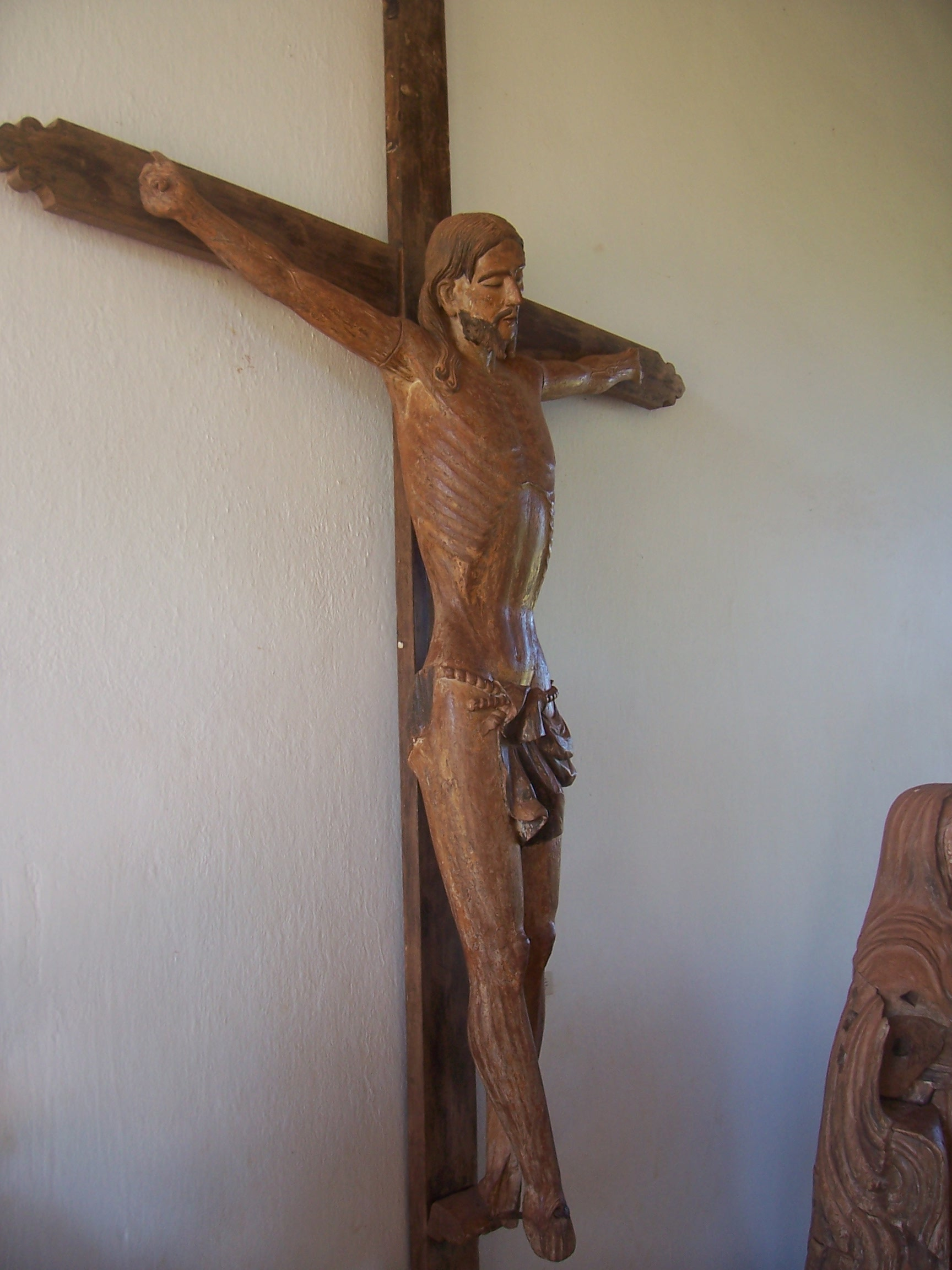
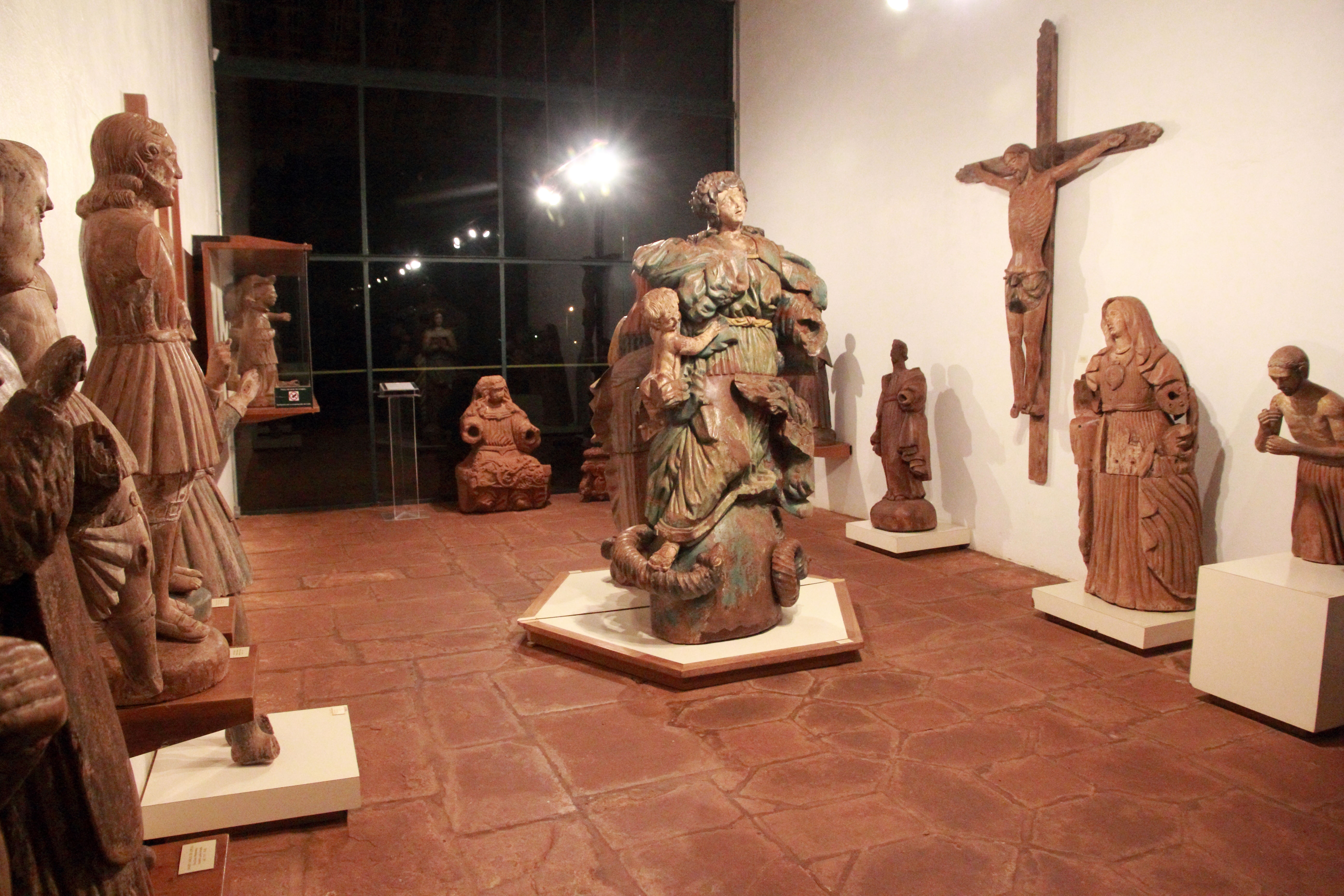
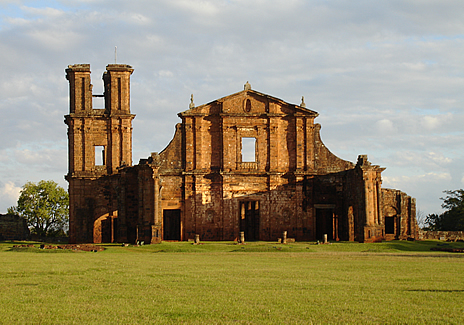
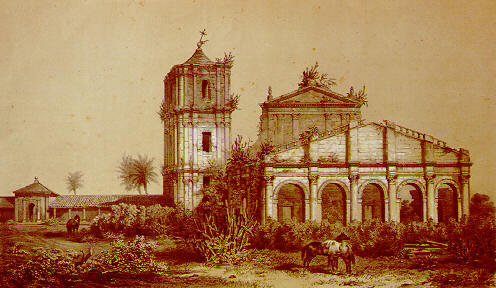